# Acuerdo Regional para el Servicio de Radiodifusión en Media Frecuencia en la Región 2

La Región 2 de la UIT abarca América del Norte, América del Sur y el Caribe
Región 1
Región 2
Región 3

El Acuerdo Regional para el Servicio de Radiodifusión de Media Frecuencia en la Región 2, comúnmente conocido como Acuerdo de Río, es un tratado internacional que establece estándares para emisoras de radio con banda AM (onda media). Fue firmado en Río de Janeiro, Brasil, el 19 de diciembre de 1981  y entró en vigor el 1 de julio de 1983. Fue producto de una conferencia organizada por la Unión Internacional de Telecomunicaciones (UIT) y definió los estándares para la Región 2, que cubre los países ubicados en América del Norte, América del Sur y el Caribe.
El acuerdo dividió a las estaciones en tres clasificaciones principales: Clase A, limitada a 100 kW durante el día y 50 kW por la noche; Clase B, limitada a 50 kW, y Clase C, limitada a 1 kilovatios de potencia nocturna. Las naciones individuales también fueron autorizadas a realizar ajustes en función de sus circunstancias particulares. 